# Katharina Schubert (Schauspielerin)

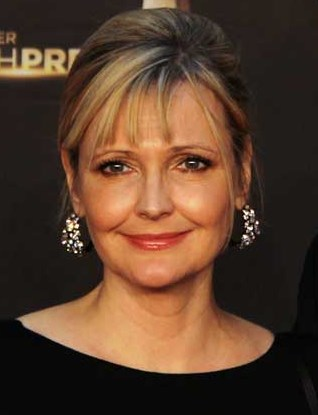
Katharina Schubert beim Deutschen Fernsehpreis, 2012

Katharina Schubert (* 26. November 1963 in Wiesbaden) ist eine deutsche Schauspielerin.

## Leben
Katharina Schubert, Tochter des Schauspielerpaares Jürgen Schmidt und Rosemarie Schubert, ließ sich an der Hochschule für Musik und Theater Hamburg zur Schauspielerin ausbilden. Erste Engagements führten sie ans Alte Schauspielhaus Stuttgart und ans Staatstheater Hannover, aber auch in der Kleinen Komödie München stand sie auf der Bühne.
Mit Wolfgang Glücks Münchhausens letzte Liebe gab sie 1988 an der Seite von Hans-Joachim Kulenkampff ihr Filmdebüt. Einem breiten Fernsehpublikum bekannt wurde sie durch zahlreiche Rollen in TV-Serien wie Ein Mann steht seine Frau, Drei mit Herz oder Da kommt Kalle. 2009 spielte sie in der ARD-Vorabendserie Eine für alle – Frauen können’s besser die Hauptrolle als Lilli Lemcke.
Schubert war seit 2007 mit ihrem Schauspielkollegen Lars Gärtner verheiratet, die Ehe wurde 2014 geschieden.

## Filmografie (Auswahl)
- 1988: Tatort – Spuk aus der Eiszeit (TV-Reihe)
- 1991: Derrick – Das Lächeln des Dr. Bloch (TV-Serie, Folge 205)
- 1992: Der Alte – Die Entlassung (Fernsehserie, Folge 173)
- 1993: Derrick – Zwei Tage – zwei Nächte (TV-Serie, Folge 226)
- 1993: Der Alte – Tödliche Wege (Fernsehserie, Folge 189)
- 1994: Mutter der Braut
- 1994: Der Alte – Mördergrube (Fernsehserie, Folge 197)
- 1994: Der Alte – Am Abgrund
- 1995: Club Las Piranjas
- 1995: Japaner sind die besseren Liebhaber
- 1995: Evelyn Hamanns Geschichten aus dem Leben – Das Traumhaus
- 1995: Tatort – Mordnacht
- 1996: Der Bulle von Tölz: Unter Freunden
- 1996: Willi und die Windzors
- 1996: Die Camper (TV-Serie, Staffel 1)
- 1996: Tatort – Freitagsmörder
- 1997: Das Amt (TV-Serie, eine Folge)
- 1997: Der Bulle von Tölz: Leiche dringend gesucht
- 1999: Tatort – Der Heckenschütze
- 2000: Polizeiruf 110 – Die Macht und ihr Preis (TV-Reihe)
- 2001–2003: Bei aller Liebe (TV-Serie, 9 Folgen)
- 2001: Love Letters – Liebe per Nachnahme
- 2002: Utta Danella – Der Sommer der glücklichen Narren
- 2004: Unter weißen Segeln – Urlaubsfahrt ins Glück (TV-Reihe)
- 2004: Der Bulle von Tölz: Der Tölzi
- 2004: Der Traum vom Süden
- 2005: Meine Schwester und ich
- 2006: Donna Leon – Endstation Venedig (TV-Reihe)
- 2006: Glück auf vier Rädern
- 2006: Da kommt Kalle (TV-Serie) erste Staffel
- 2007: Wie verführ’ ich meinen Ehemann
- 2007: Das ist mein Singapur (n-tv Dokumentation)
- 2008: Das Traumschiff – Rio de Janeiro
- 2008: Familie Dr. Kleist – 4 Folgen
- 2008: Das Glück am Horizont (TV)
- 2008: Treuepunkte
- 2009: Die Blücherbande
- 2009: Eine für alle – Frauen können’s besser (TV-Serie)
- 2010–2012, 2020: In aller Freundschaft (TV-Serie)
- 2011: Der Tatortreiniger – Ganz normale Jobs (TV-Serie)
- 2012: Utta Danella – Prager Geheimnis (TV-Reihe)
- 2013: Die Erfinderbraut
- 2014: Pfarrer Braun – Brauns Heimkehr
- 2017: Das ist mein Wolfsburg (n-tv Dokumentation)
- 2018: Chaos-Queens – Lügen, die von Herzen kommen

## Hörspiele
- 2008: Louis-Ferdinand Céline: Reise ans Ende der Nacht (3 Teile); Regie: Ulrich Lampen (BR)